# 锈毛掌叶树
锈毛掌叶树（学名：Brassaiopsis ferruginea）是五加科罗伞属的植物，是中国的特有植物。分布在中国大陆的云南、贵州、广东、广西等地，生长于海拔1,200米至1,600米的地区，多生长于森林中，目前尚未由人工引种栽培。

## 别名
锈毛柏那参（植物分类学报增刊）、锈毛罗伞（中国高等植物图鉴）、黄毛掌叶树（广西植物名录）

## 应用
根或枝叶可作药用，称阴阳枫或鸡爪枫、枫荷桂、鸭公头等。用于祛风除湿、活血舒筋、止痛。